# Групи Google
Google Groups — це служба від Google, яка створює спільні простори надсилання-отримання електронних листів для визначених електронних адрес. Групи також забезпечують доступ до новин Usenet через інтерфейс користувача.
Групи Google почали функціонувати в лютому 2001 року після придбання Google архіву Deja Usenet. Deja News працювала з 1995 року.
Групи Google дозволяють будь-якому користувачеві вільно вести та отримувати доступ до поточних обговорень через вебінтерфейс або електронну пошту. Є принаймні два види дискусійної групи. Перший вид — це форуми, специфічні для груп Google, які більше подібні до списків розсилки. Другий вид — це групи Usenet, доступні NNTP, для яких Групи Google виступають як шлюз та неофіційний архів. Архів груп Google Групи подій новин Usenet сягає 1981 року. Через інтерфейс груп Google користувачі могли читати та публікувати дописи до Usenet-груп.
Окрім доступу до груп Google і Usenet, зареєстровані користувачі можуть також створювати архіви списків розсилки для списків електронної пошти, розміщених у будь-якому іншому місці.
15 грудня 2023 року Google оголосила, що Google Groups припиняє підтримку постингу або перегляду будь-якого нового контенту Usenet з 22 лютого 2024 року. Наявні архіви залишатимуться доступними.